# Santa María de Castelo
Santa María de Castelo é uma paróquia do concelho de Taboada na comarca de Chantada, na província de Lugo. Segundo o IGE em 2014 contava com 89 habitantes (52 mulheres e 37 homens), o que supõe uma diminuição em relação ao ano 1999 quando tinha 143 habitantes.

## Geografia
A paróquia ocupa o espaço centro-sul do concelho. Limita-se ao norte com Carballo, ao leste com San Salvador de Ínsua e San Xián de Ínsua, ao sul com Sobrecedo e Vilela e o oeste com Campo. O rio Toldao atravessa-a pelo norte (marcando o seu limite nalguns pontos) e vai desembocar na represa de Belesar. 
Consta de sete lugares: Frameán, Perrelos, Faquiós, Airexe, Castelo, Ider e Covas. 
Predominam os bosques autóctones de carvalho e castanheiro e os pastos. Na parte oriental a paisagem é de ribeira.

## Galeria de imagens

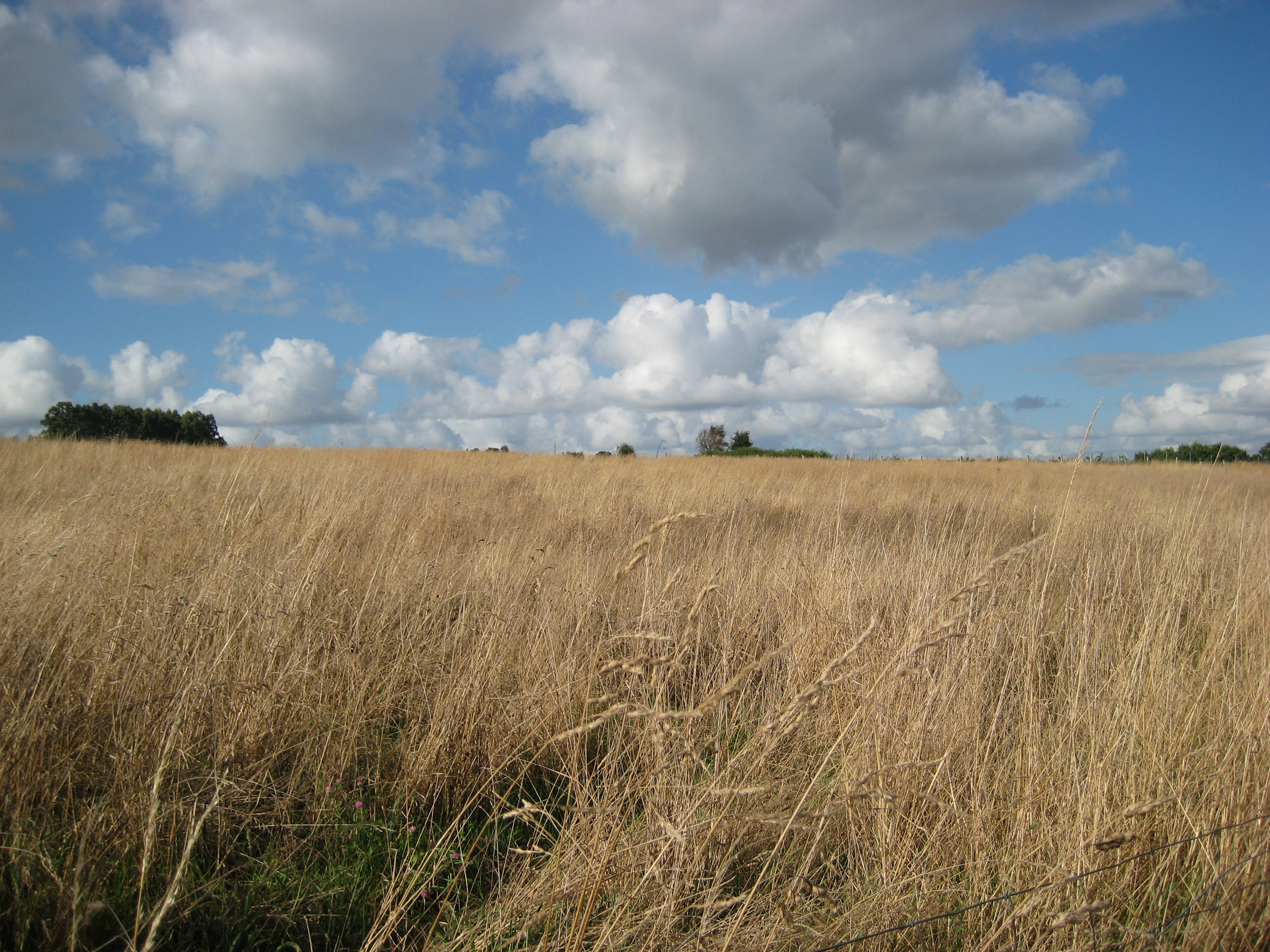
Casa abandonada em Castelo
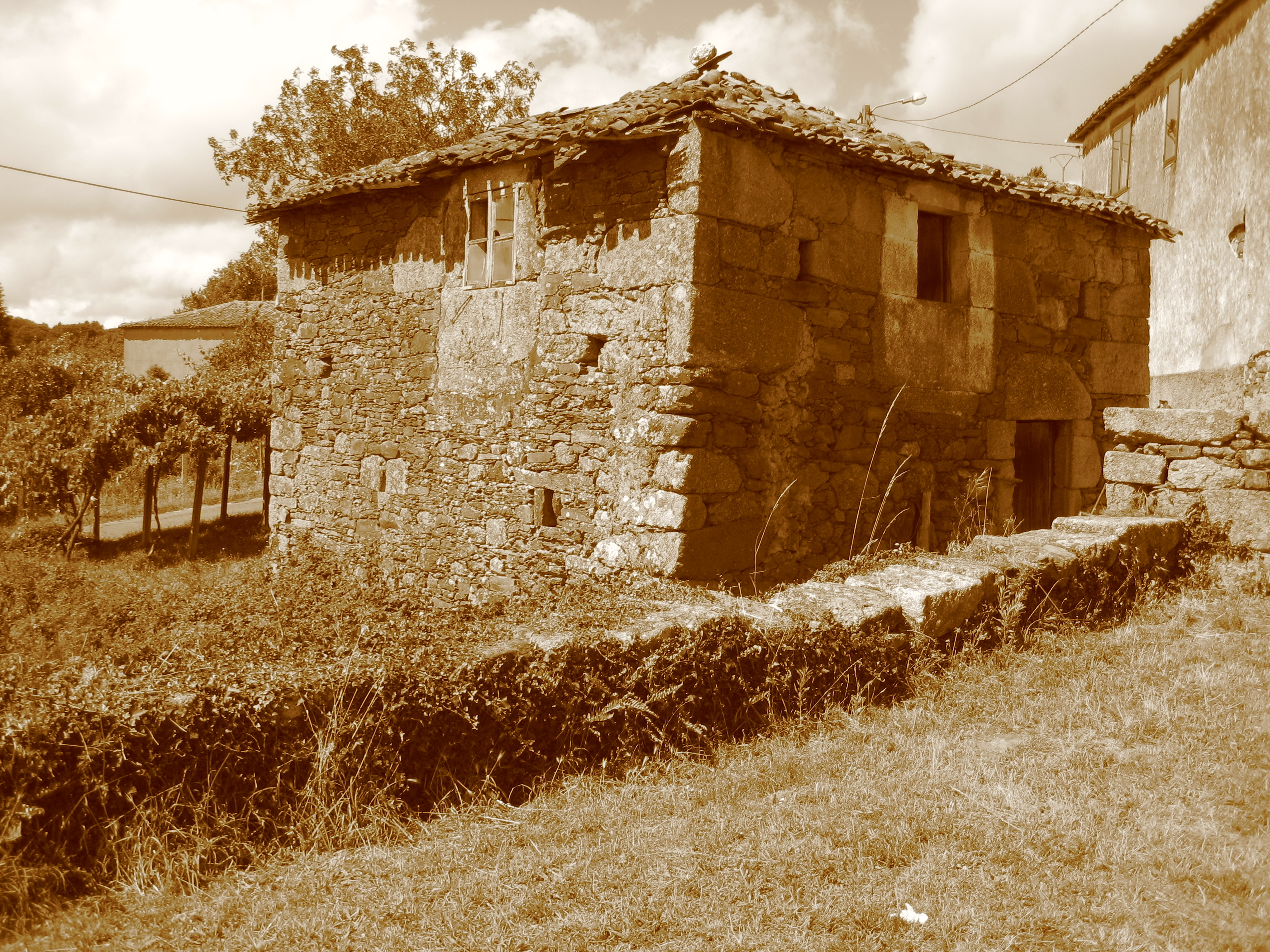
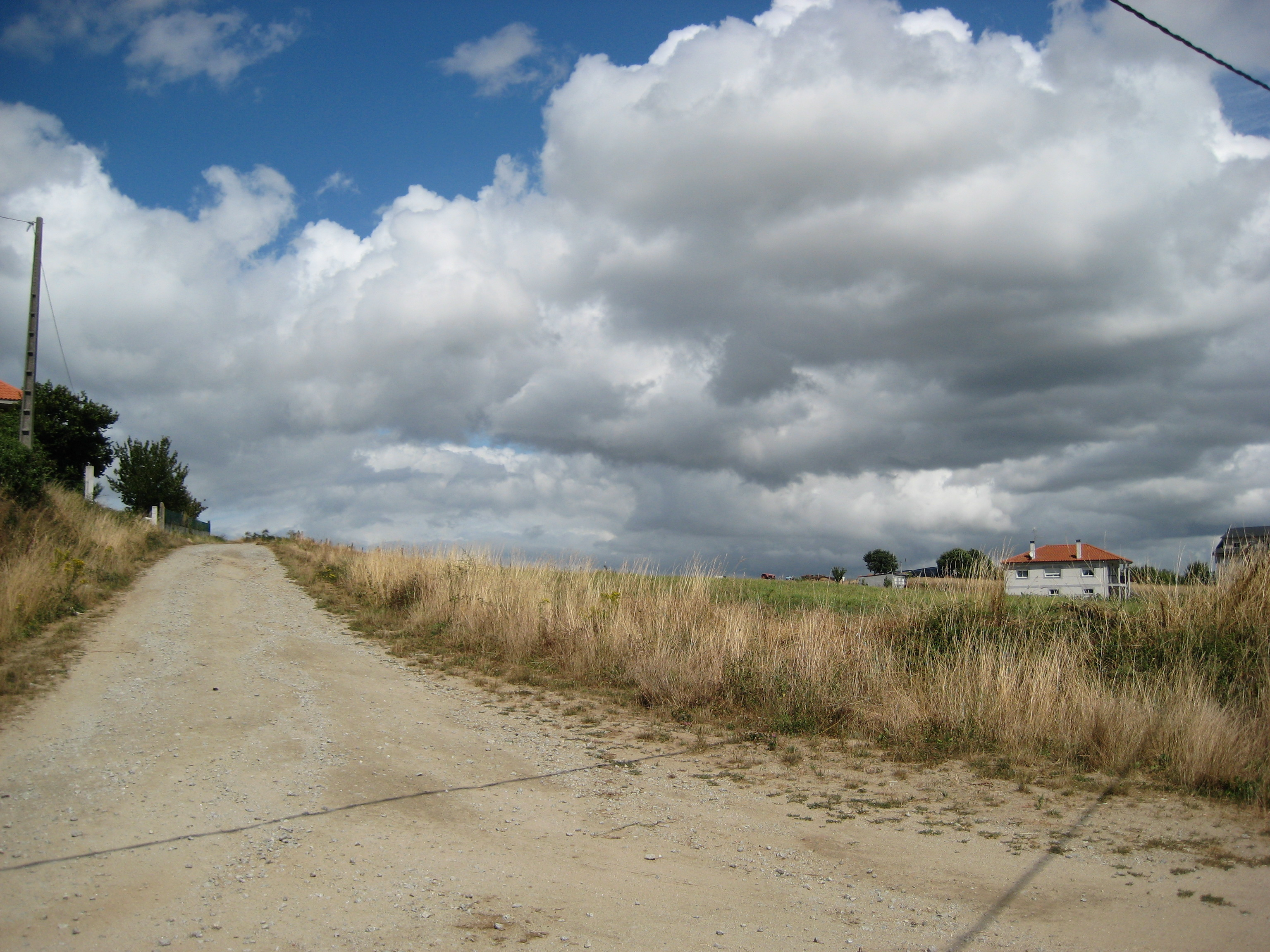
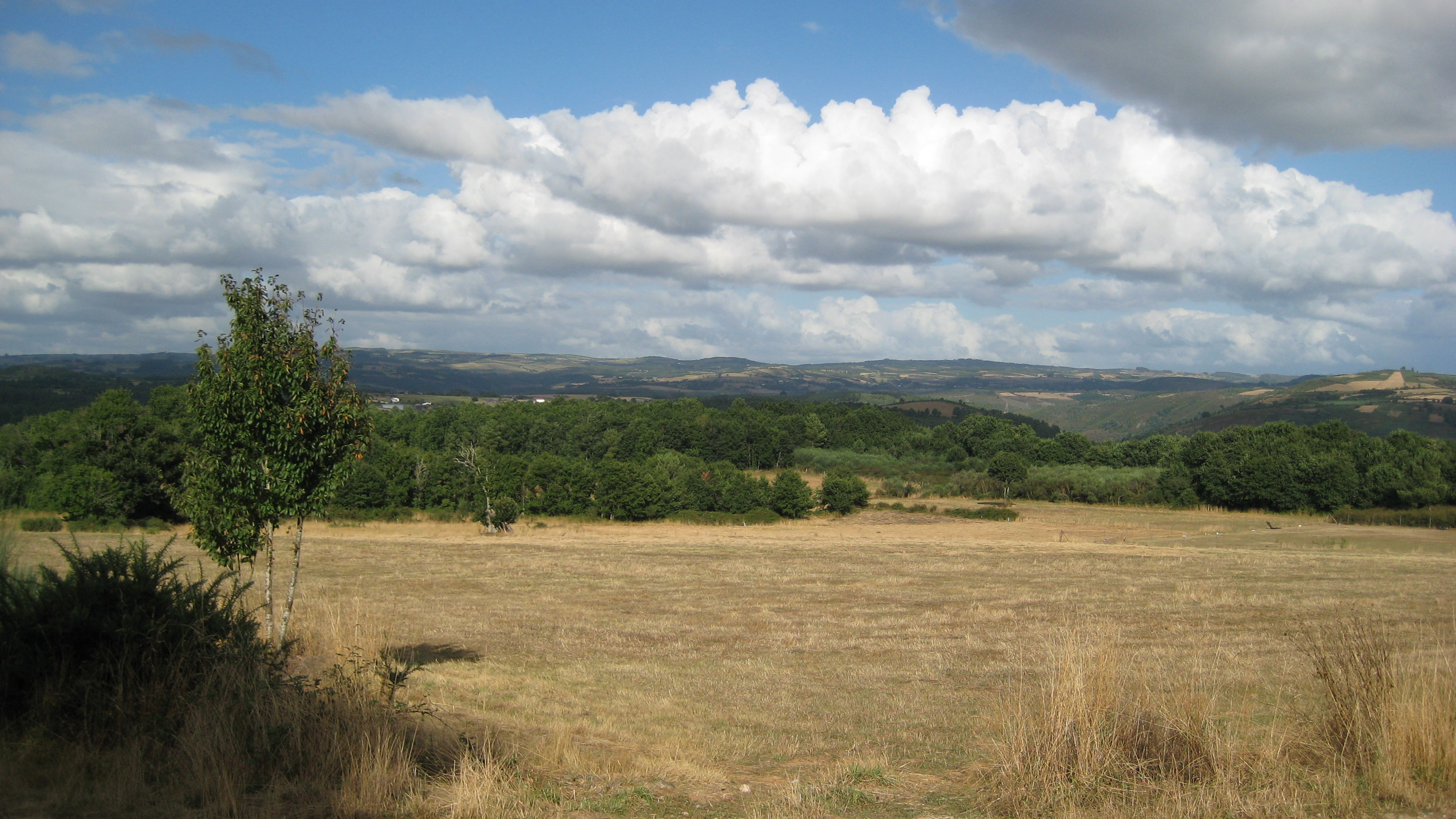